# NGC 5915
NGC 5915 is een balkspiraalstelsel in het sterrenbeeld Weegschaal. Het hemelobject werd op 5 juni 1836 ontdekt door de Britse astronoom John Herschel.

## Synoniemen
- MCG -2-39-19
- UGCA 407
- IRAS 15187-1254
- PGC 54816